# Omorgus scabrosus
Omorgus scabrosus là một loài bọ cánh cứng trong họ Trogidae.

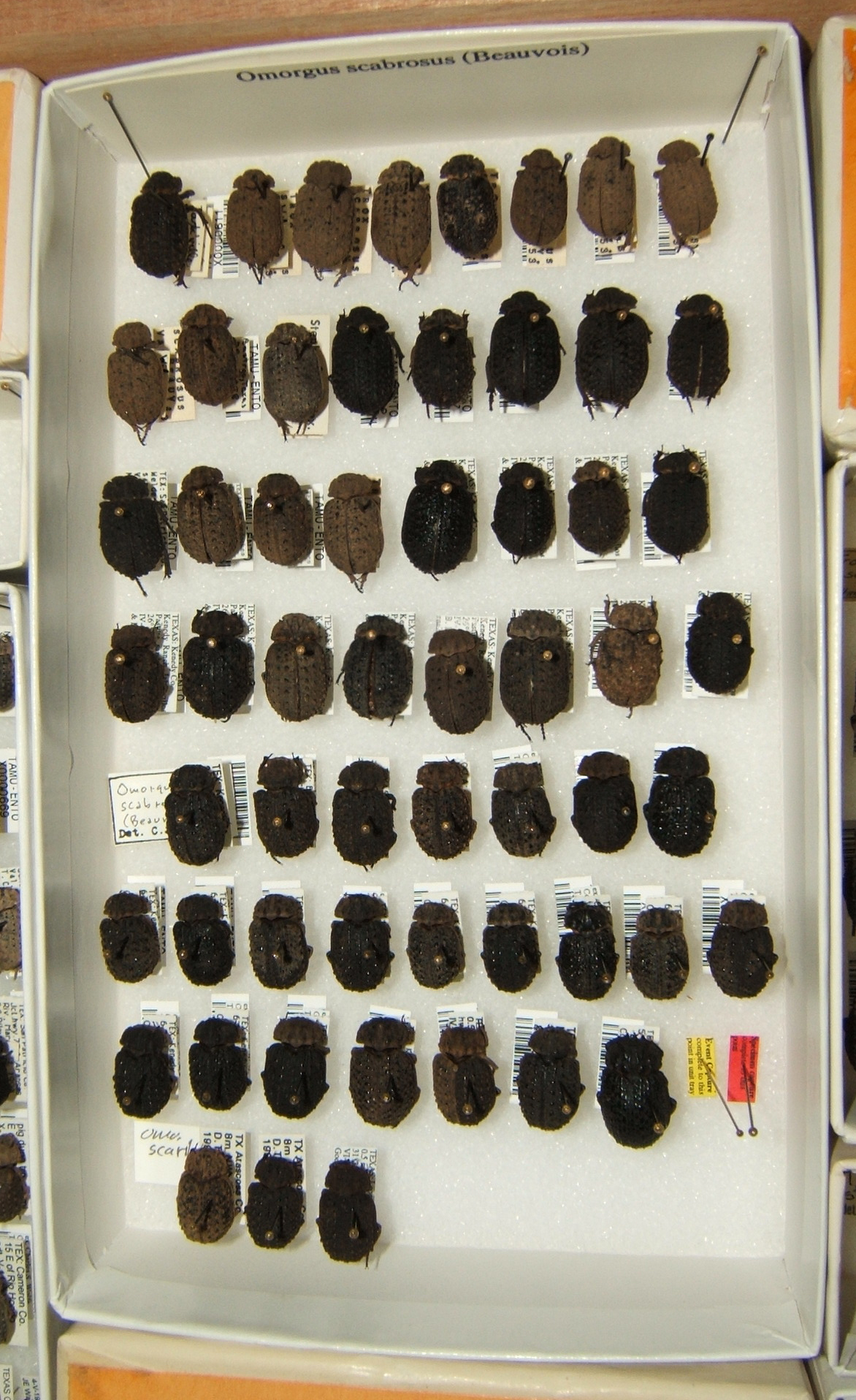
Omorgus scabrosus variation